# Slatechuck Creek
Slatechuck Creek är ett vattendrag i Kanada.   Det ligger i provinsen British Columbia, i den sydvästra delen av landet, 4 100 km väster om huvudstaden Ottawa.
I omgivningarna runt Slatechuck Creek växer i huvudsak barrskog. Trakten runt Slatechuck Creek är nära nog obefolkad, med mindre än två invånare per kvadratkilometer.